# 동티모르 대통령
동티모르 민주공화국의 대통령(포르투갈어: Presidente da República Democrática de Timor-Leste)은 동티모르의 국가원수이다. 직선제를 통해 선출된다. 임기는 5년 중임제이며, 1번의 연임이 가능하며 최대 임기는 10년까지 가능하다.

## 역대 대통령 목록(2002년~ )
역대 동티모르의 대통령 목록이다. 현재 대통령은 조제 하무스 오르타이다.
| 정당 목록 |                        |  |                    |  |        |  |        |
|           | 독립혁명전선(FRETILIN) |  | 재건국민회의(CNRT) |  | 민주당 |  | 무소속 |

| 대 | 사진 | 이름 (출생일-사망일)                                                | 임기            | 임기            | 정당                   |
| -- | ---- | ------------------------------------------------------------------- | --------------- | --------------- | ---------------------- |
| 1  |      | 샤나나 구스망 Xanana Gusmão (1946- )                                | 2002년 5월 20일 | 2007년 5월 20일 | 무소속                 |
| 2  |      | 조제 하무스 오르타 José Ramos-Hortao (1949- )                       | 2007년 5월 20일 | 2012년 5월 20일 | 무소속                 |
| -  |      | 빈센트 구테흐스 Vicente Guterres (1956- ) 대통령 권한대행           | 2008년 2월 11일 | 2008년 2월 13일 | 재건국민회의(CNRT)     |
| -  |      | 페르난도 데 아라우조 Fernando de Araújo (1962-2015) 대통령 권한대행 | 2008년 2월 13일 | 2008년 4월 17일 | 민주당                 |
| 3  |      | 타우르 마탄 루악 Taur Matan Ruak (1956- )                           | 2012년 5월 20일 | 2017년 5월 20일 | 무소속                 |
| 4  |      | 프란시스쿠 구테흐스 Francisco Guterres (1954- )                     | 2017년 5월 20일 | 2022년 5월 20일 | 독립혁명전선(FRETILIN) |
| 5  |      | 조제 하무스 오르타 José Ramos-Hortao (1949- )                       | 2022년 5월 20일 |                 | 재건국민회의(CNRT)     |

## 같이 보기
- 동티모르
- 동티모르 국민의회
  - 동티모르의 총리
  - 동티모르 독립혁명전선
  - 티모르 재건국민회의